# Whitby
Whitby è una cittadina di 13 213 abitanti della contea del North Yorkshire, in Inghilterra. Oggi è un porto di pescatori e una celebre meta turistica. È situato a 46 miglia (74 km) da York, alla foce del fiume Esk e si estende lungo la stretta valle scavata dal fiume stesso.

## Storia
Sono stati ritrovati fossili molto interessanti nell'area di Whitby, incluso scheletri interi di Pterodattili. Whitby è famosa per i suoi fossili di ammoniti, ben conservati, che possono essere trovati sulla spiaggia o acquistati in uno dei numerosi negozi.
Tre ammoniti verdi sono presenti sullo stemma cittadino; sono rappresentate con una testa come fossero serpenti di pietra ed erano venduti come souvenir religiosi in memoria di santa Ilda di Whitby.

### Whitby nell'Alto Medioevo
Nell'anno 657 circa, Oswiu, il re cristiano di Northumbria, mantenne un voto fondando un monastero in questa zona.
Infatti trovandosi nel 655 a combattere contro Penda, re del regno di Mercia, che aveva forze in numero superiore alle sue, Oswiu chiese a Dio di garantirgli la vittoria, promettendo di mettere sua figlia Ælflæda al servizio di Dio e di donare dei terreni per la costruzione di monasteri. Dal momento che Penda e la gran parte dei suoi nobili venne uccisa in battaglia, Oswiu ottemperò alla sua promessa e mise a disposizione 12 appezzamenti di terreno per fondare altrettanti monasteri; uno di questi era Streanæshealh, che in seguito divenne l'Abbazia di Whitby, dove Ælflæda entrò novizia e divenne in seguito badessa.
La prima badessa fu Ilda, un'importante figura in seguito venerata come una santa. Sotto la sua influenza Whitby divenne un importante centro di studi e la poesia di Cædmon è uno dei primi esempi di letteratura anglosassone. Il Sinodo di Whitby, nel 664, optò per la data cristiana della Pasqua, a scapito di quella celtica, decisione valida per tutta la Northumbria che si rivelò importante e influente.
Nell'867 i vichinghi danesi sbarcarono due miglia a ovest di Whitby, a Raven's Hill, attaccarono l'insediamento e distrussero il monastero. Solo dopo la venuta dei Normanni, nel 1066, William de Percy ordinò di ricostruire il monastero (1078), dedicandolo a San Pietro e Santa Ilda. Il monastero, in seguito, venne detto Presteby (abitazione dei preti in antico dialetto), poi Hwytby; in seguito ancora Whiteby (insediamento bianco, probabilmente per il colore delle case) e infine Whitby.

### Basso Medioevo e periodo dei Tudor
Secondo lo Yorkshire Dictionary di Langdale (1822) e il Directory of the County of York di Baine (1823), ancora sotto il regno di Elisabetta I Whitby era poco più di un piccolo porto di pescatori. Nel 1540 consisteva in venti-trenta case e aveva una popolazione di circa duecento persone. In quell'anno Enrico VIII soppresse i monasteri compreso l'Abbazia di Whitby.
Alla fine del XVI secolo Thomas Chaloner di York viaggiò in Italia e visitò le miniere di allume nello Stato Pontificio. Egli riconobbe che le rocce da cui era estratto l'allume erano le stesse abbondantemente presenti nella zona di Guisborough, nel North Yorkshire. A quei tempi l'allume era un prodotto molto importante, essendo utilizzato per trattare il cuoio, per il fissaggio delle tinte dei vestiti e per scopi medicinali. Fino a quel periodo il papato aveva mantenuto un monopolio virtuale della produzione e vendita dell'allume. Chaloner portò di nascosto alcuni operai locali in Inghilterra e negli anni sviluppò una fiorente industria di allume nello Yorkshire. (Si dice che questo sviluppo contribuì all'abbassamento del prezzo internazionale dell'allume, ledendo una tradizionale fonte di reddito del regno pontificio e che, per questo, Chaloner fu scomunicato).

### L'Abbazia di Whitby e la chiesa di St Mary
Nei secoli la città si espanse sia verso l'interno sia sulla scogliera ovest, mentre la scogliera orientale rimane dominata dalle rovine dell'Abbazia e della chiesa di St Mary. La via per l'Abbazia passa lungo l'antica casa dei banchetti. L'Abbazia appartiene ora all'English Heritage, un'istituzione pubblica, che restaurò la casa dei banchetti per contenere esibizioni e un museo sull'Abbazia e su Whitby, e lo inaugurò nel 2002.
Data la lunghezza nel raggiungere la scogliera est tramite la strada, si può, in alternativa, utilizzare i 199 scalini, famosi a tal punto che nel percorrerli è facile sentire altri turisti contarli uno ad uno. Nel 2005 ci fu il primo vero restauro dei 199 gradini dal XIX secolo; per raccogliere fondi ogni gradino fu "sponsorizzato" da un abitante o da un turista al prezzo di 1 000 sterline. Il culmine di quest'opera di restauro fu una messa nella chiesa di St Mary, tenutasi domenica 1º ottobre 2005. Per commemorare questo evento ogni gradino possiede un certificato col nome dello "sponsor" disponibile, su richiesta, alla chiesa di St Mary.

### Storia moderna dal 1605

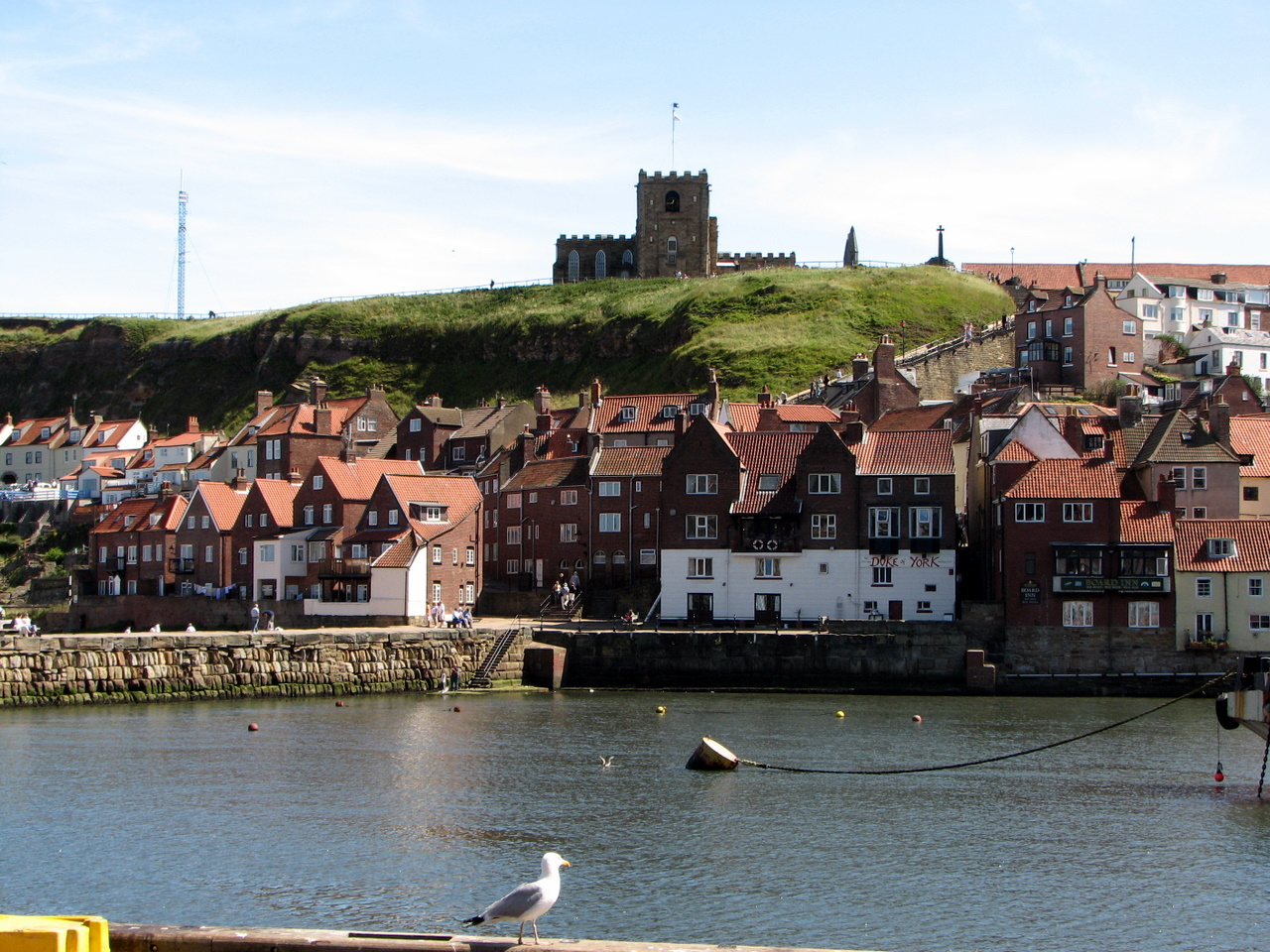
Whitby dal porto

Fra i centri di produzione dell'allume molti sorsero nelle vicinanze di Whitby (fra questi Sandsend, nel 1615, a sole tre miglia dalla città). A causa di questo commercio nel porto di Whitby sorsero rapidamente altre due attività, il trasporto sia dell'allume stesso che del carbone necessario alla produzione. Il benessere della città aumentò e Whitby iniziò a crescere, aumentando le sue attività con i cantieri navali, grazie anche al legno di quercia locale. Le tasse sulle importazioni via mare permisero lo sviluppo dei due moli gemelli di Whitby, migliorando il porto e portando ulteriori benefici commerciali. Nel 1753 la prima nave baleniera salpò da Whitby alla volta della Groenlandia. Questo significò una nuova fase di sviluppo ed entro il 1795 Whitby diventò un importante centro per l'industria baleniera. Nel 1839 George Hudson completò la rete ferroviaria che collegava Whitby con le città dell'East Riding e York; ciò fu considerata una mossa fondamentale per lo sviluppo della città come meta turistica.
Whitby è il luogo del disastro della nave ospedaliera Rohilla che affondò in quelle acque, forse a causa di una mina, il 30 ottobre 1914, il cui relitto è ancora visibile dalla scogliera nei pressi della città; 85 persone persero la vita e molte di loro sono sepolte nel cimitero di Whitby.
Nel 1914, inoltre, Whitby fu bombardata dagli incrociatori tedeschi Von der Tann e Derfflinger insieme alle città di Scarborough e Hartlepool. L'Abbazia subì danni notevoli, anche se l'attacco durò una decina di minuti. L'attacco alla città fu l'ultimo assalto alla costa dello Yorkshire. La flotta tedesca riuscì a fuggire, nonostante un tentativo di cattura da parte della Royal Navy, a causa della scarsa visibilità.

## Whitby oggi

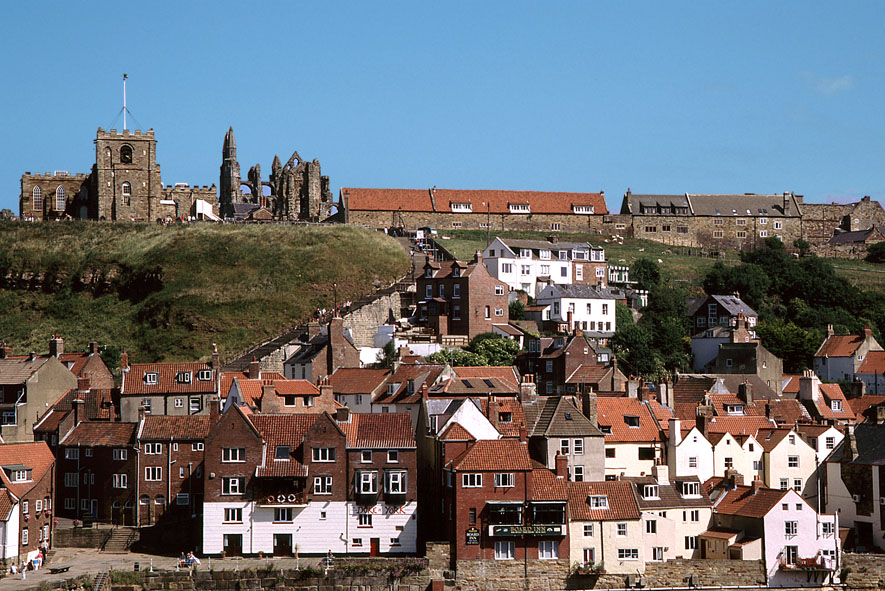
La città oggi

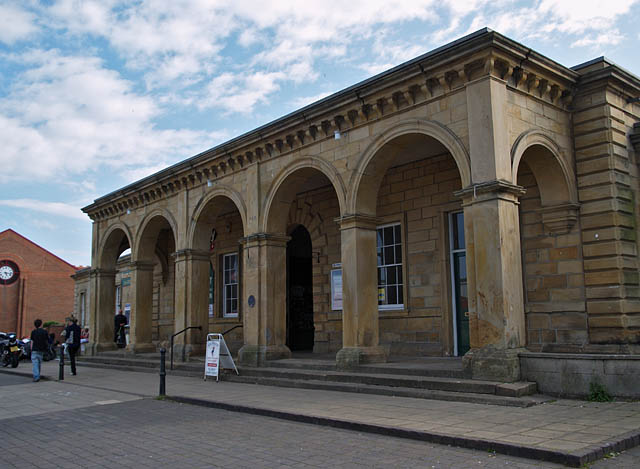
La stazione ferroviaria

Il moderno porto di Whitby, posizionato strategicamente per navigare verso l'Europa, con una certa vicinanza ai Paesi scandinavi, è capace di gestire una vasta gamma di cargo trasportatori di grano, prodotti in acciaio, legname e potassa. Vascelli fino a 3 000 tonnellate di stazza sono accolti alla banchina che ha la capacità di caricare/scaricare due navi contemporaneamente. 5000 m² di molo sono adibiti per lo stivamento della merce non deperibile, mentre ulteriori 1600 m² sono utilizzati come magazzino per il cargo soggetto al deperimento.
La città è servita dalla stazione di Whitby, che rappresenta il terminal della linea della Valle dell'Esk, da Middlesbrough, che precedentemente rappresentava il capolinea nord della linea Whitby-Pickering-York. Whitby è inoltre servita dalla linea dei bus Yorkshire Coastliner, che trasporta i viaggiatori a Leeds, Tadcaster, York, Scarborough, Bridlington, Pickering, Malton e molte altre città dello Yorkshire.
Whitby è stata premiata comeMigliore stazione balneare 2006 dalla rivista Which? Holiday.
È anche la città di origine di Betty Schofield, la cantante jazz che ebbe successo con le canzoni Burn e Crazy Dance; suona spesso al locale notturno RAW.
Il collegio della città, Community College, ha di recente acquisito una specializzazione in Tecnologia e Design.
Whitby ha un mercato del pesce che non ha luogo in un giorno in particolare. Questo rapido rifornimento di pesce fresco ha permesso la nascita di molti "Chippies" (negozi dove viene venduto il tradizionale Fish & Chips) fra cui il Magpie Cafe che Rick Stein ha descritto come il miglior negozio d'Inghilterra.
È sede di un museo delle scienze, uno di storia della città (contenente, fra l'altro, una mano della gloria) e un museo di Dracula.

## Scogliera ovest

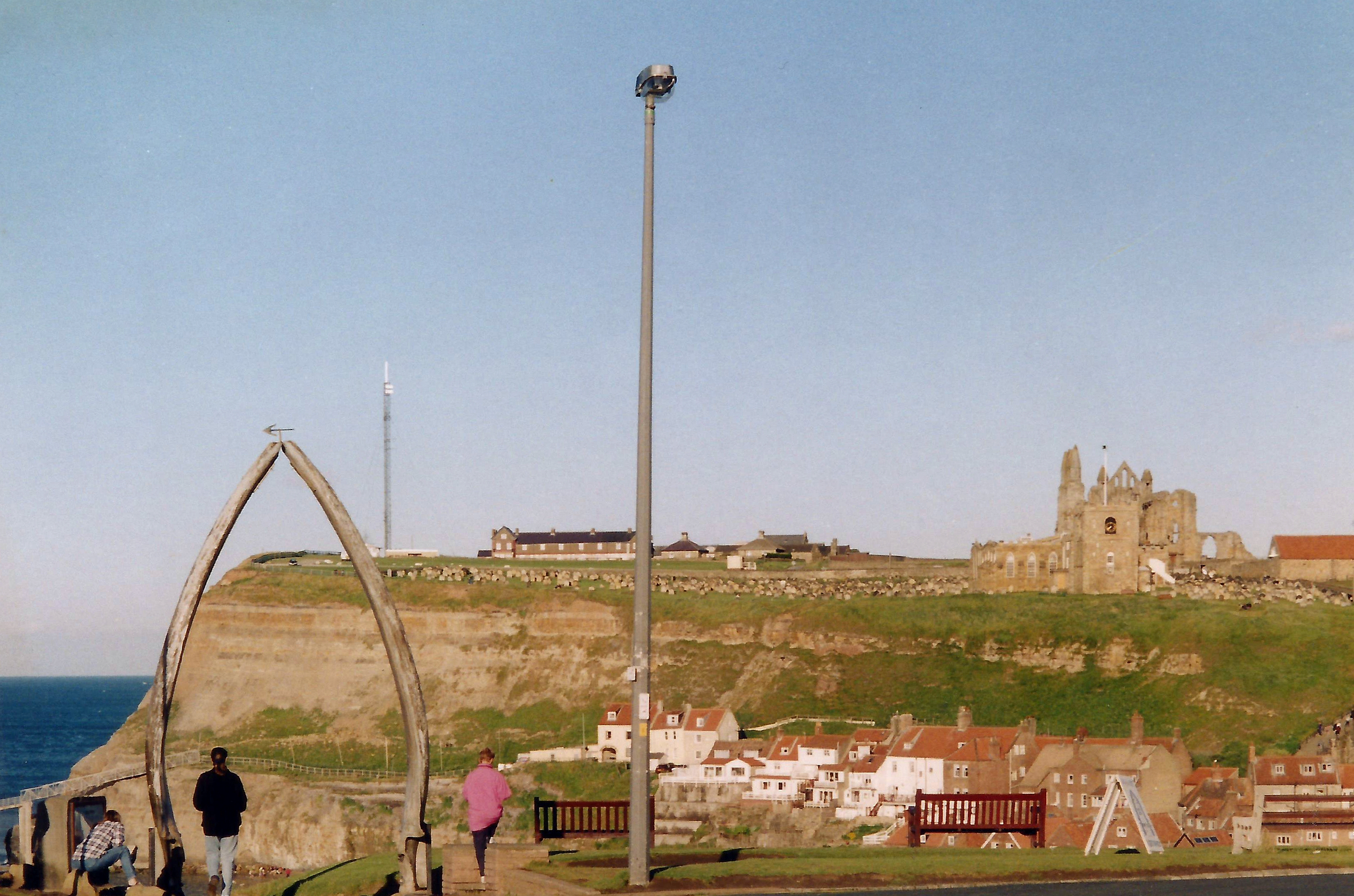
Le mandibole di balena

La scogliera ovest ha due simboli: una statua di James Cook, che salpò proprio da Whitby, e un arco descritto dalle ossa di una mandibola di balena per ricordare l'importanza rivestita dall'industria baleniera. L'arco è il secondo modello che sorge in quel luogo, poiché l'originale (molto più grande) è conservato negli archivi dell'Heritage Centre di Whitby. Presso il porto, accanto all'ufficio informazioni, vi è una statua di William Scoresby, l'uomo che inventò la coffa.

## Giaietto di Whitby

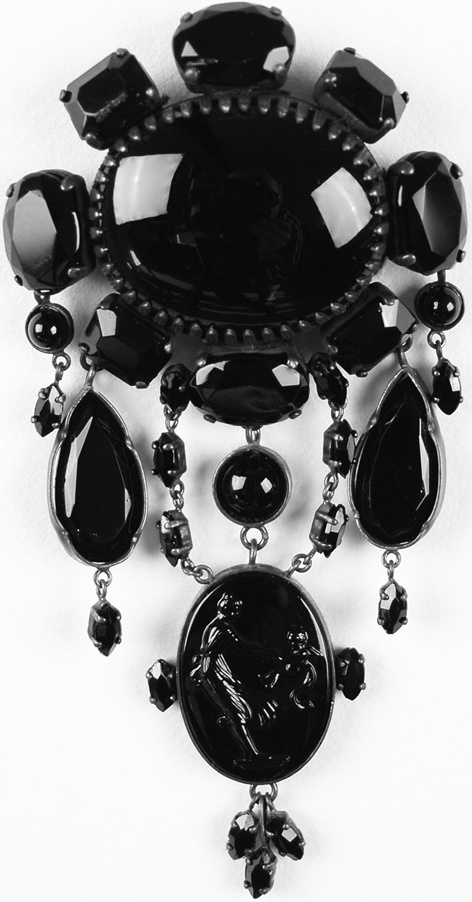
Il Giaietto

Questi minerali neri, il giaietto appunto, sono resti fossili di foreste millenarie e si trovano sulle scogliere intorno a Whitby; fin dall'età del bronzo fu usato per fabbricare perline e gioielli. I Romani lo estraevano in gran quantità, ma il giaietto di Whitby raggiunse la sua massima popolarità a metà del XIX secolo, specialmente quando fu scelto tra i gioielli della regina Vittoria; fu così che l'industria mineraria del giaietto acquistò una notevole importanza. Il museo di Whitby custodisce una vasta collezione di giaietti con relativa storia archeologica del minerale.

## Whitby e la letteratura
Una larga parte del libro Dracula di Bram Stoker si svolge a Whitby, descrivendo come egli arriva in Inghilterra e giocando, fra l'altro, col folklore di Whitby, poiché la nave su cui arrivò Dracula, la Demeter, si infranse sulle rocce in seguito ad una tempesta (evento non raro a Whitby: si dice, infatti, che il naufragio che ispirò Stoker sia stato quello della Dimitry, una nave russa che trasportava gabinetti e sanitari, la quale affondando disperse il carico, che giunse sulla spiaggia di Whitby il mattino successivo). Inoltre Stoker trovò il nome Dracula proprio nella biblioteca di Whitby.

## Foto di Whitby

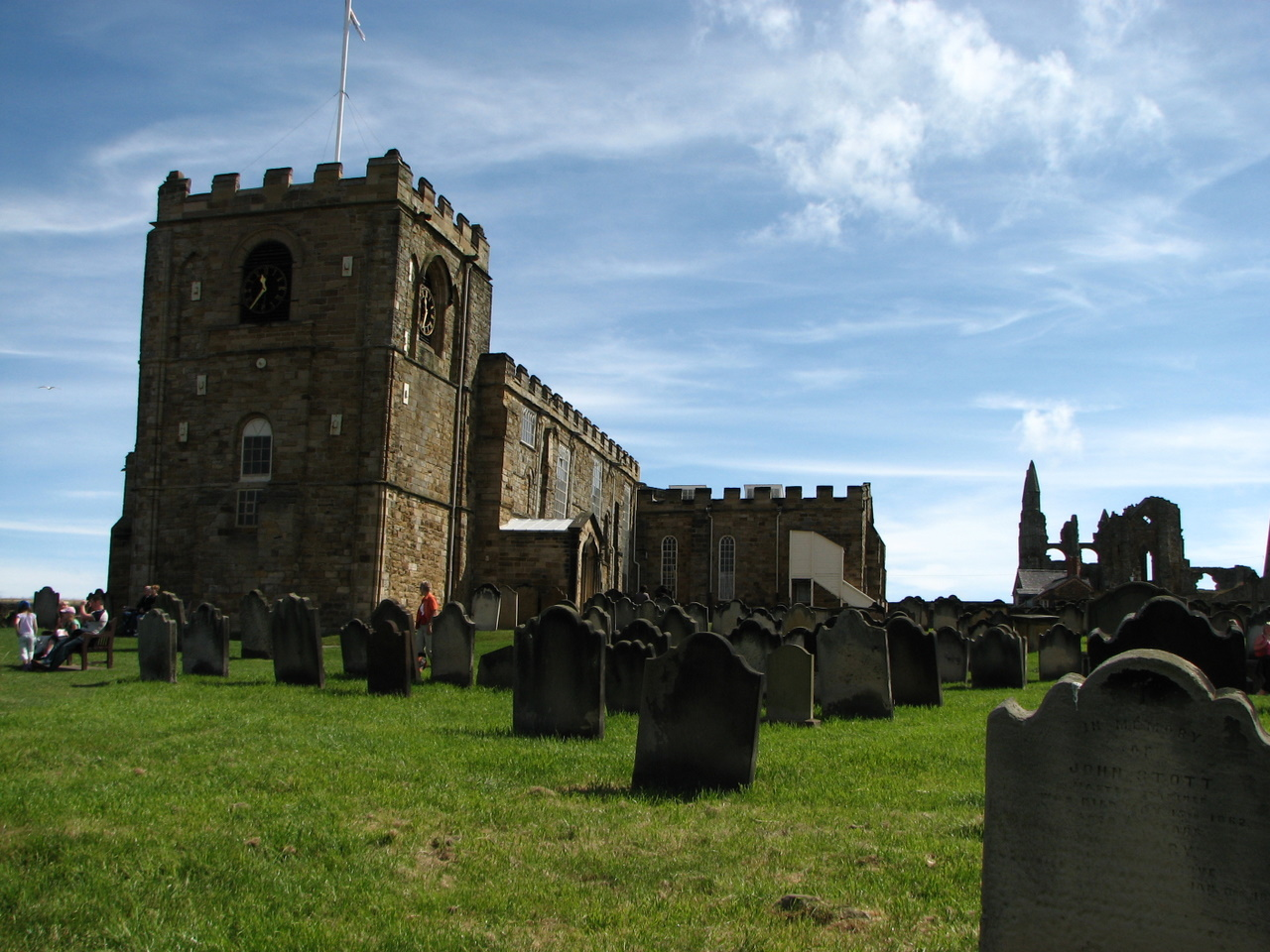
La chiesa di St Mary
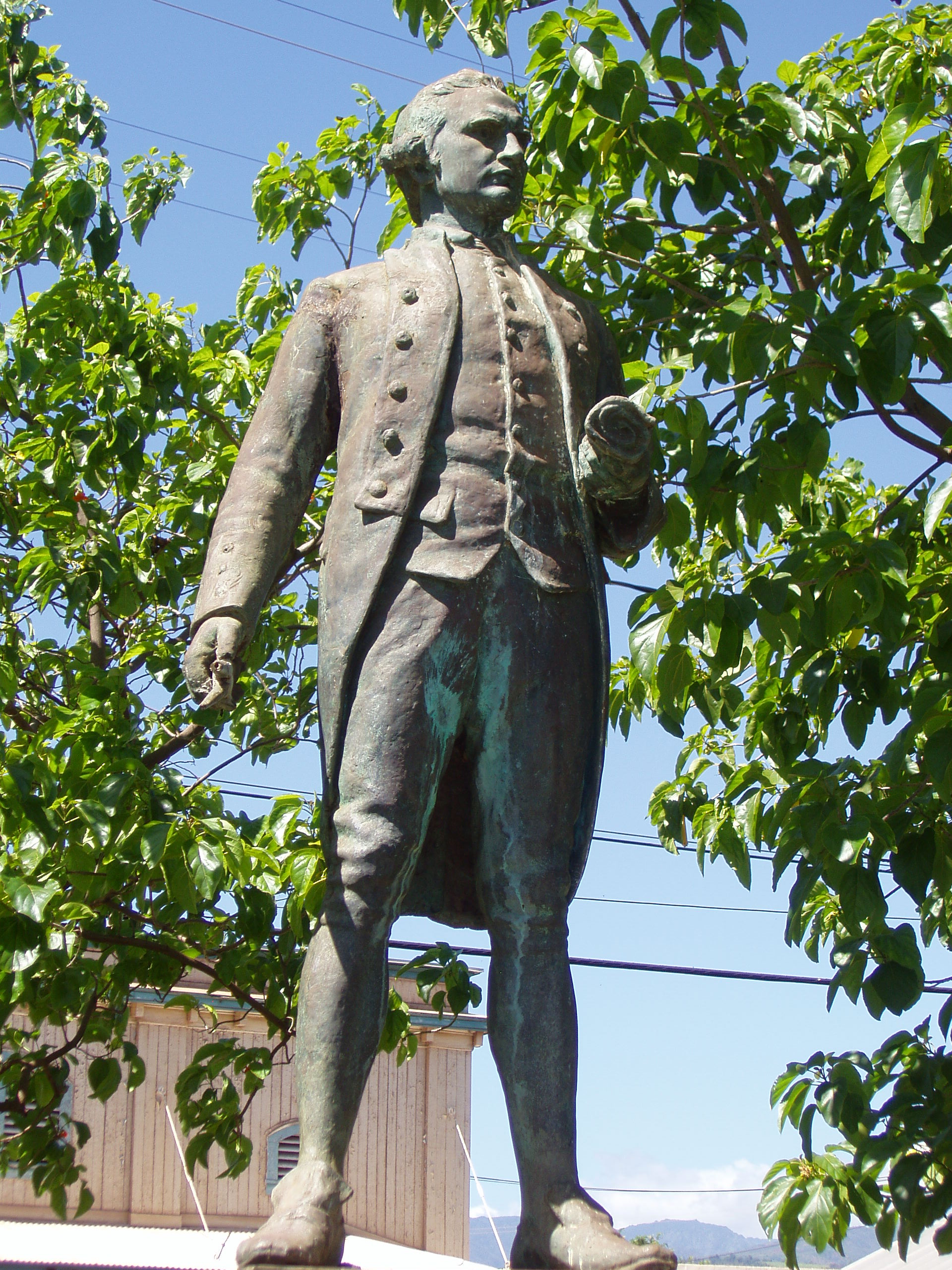
Statua di James Cook
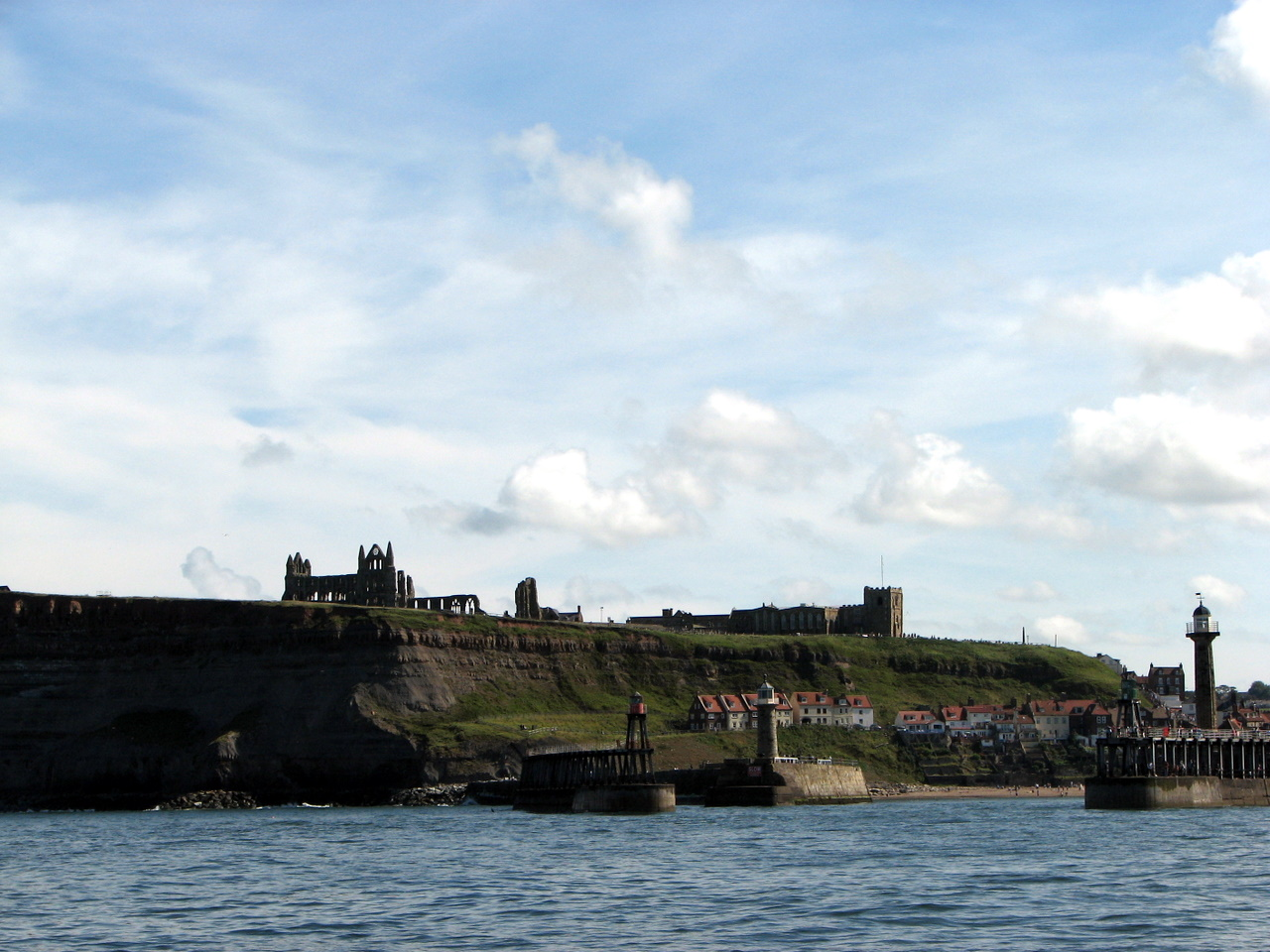
Il molo e la scogliera
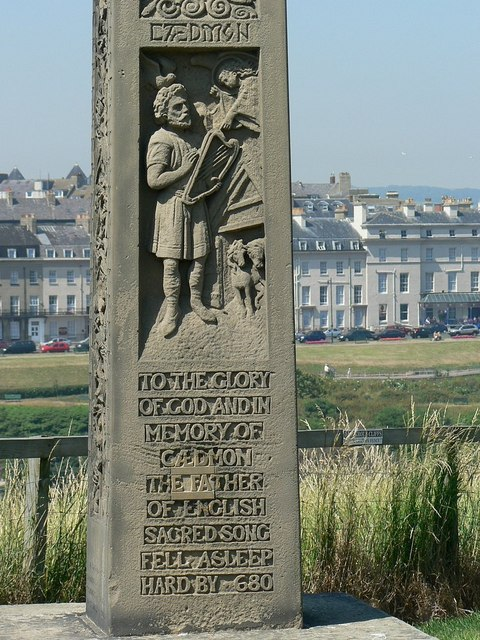
Monumento in ricordo di Cædmon
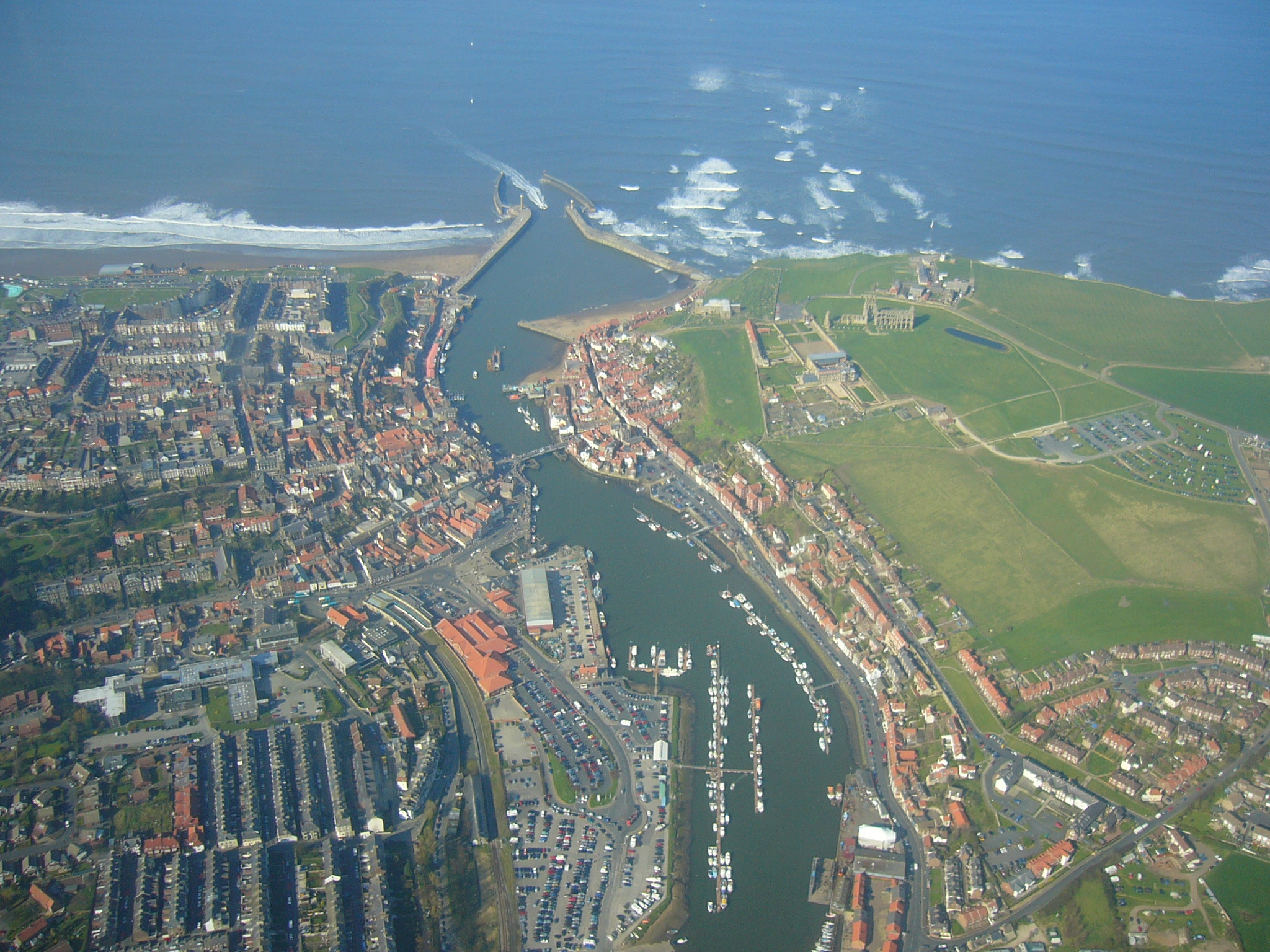
Veduta aerea di Whitby
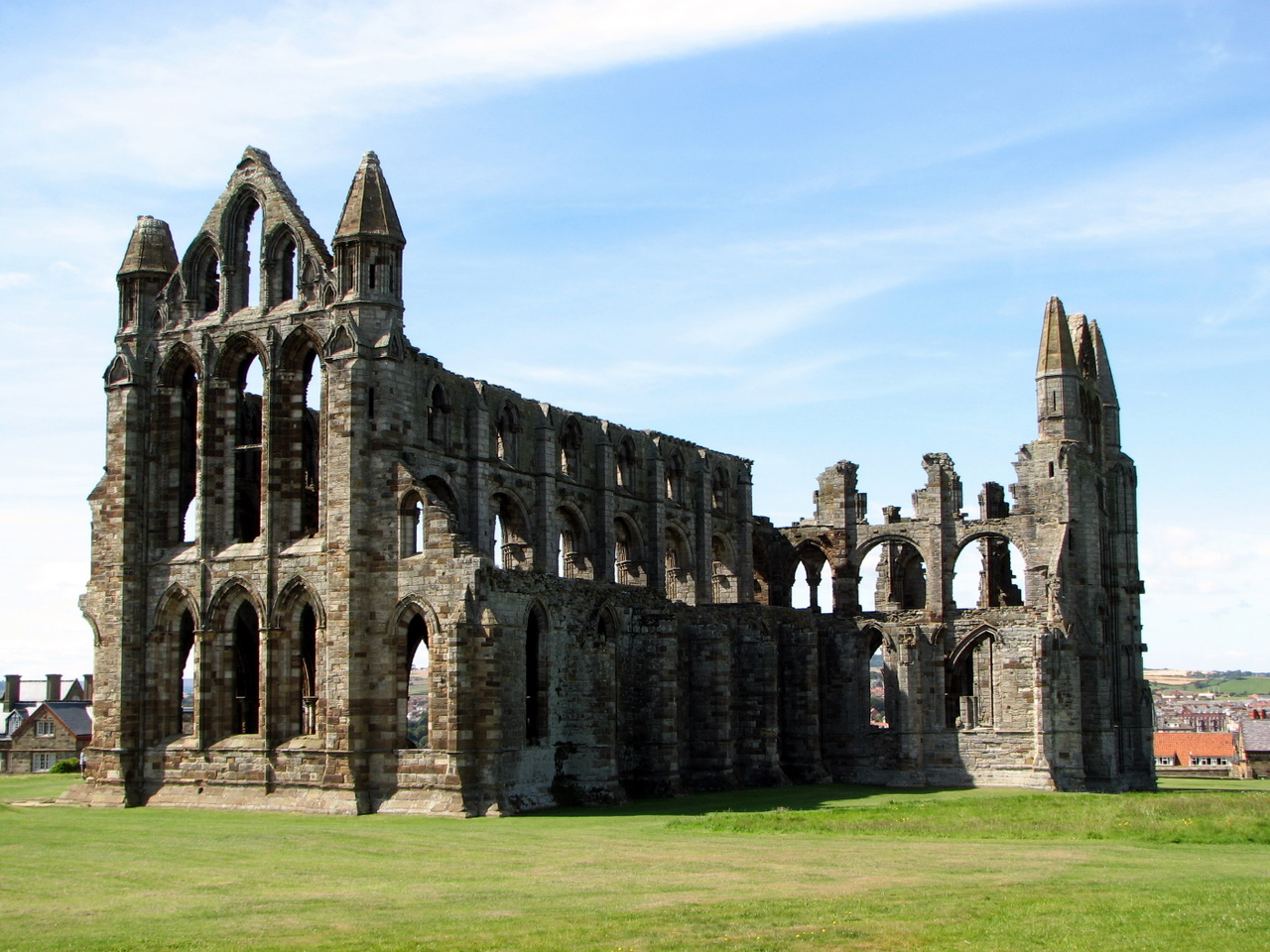
L'Abbazia
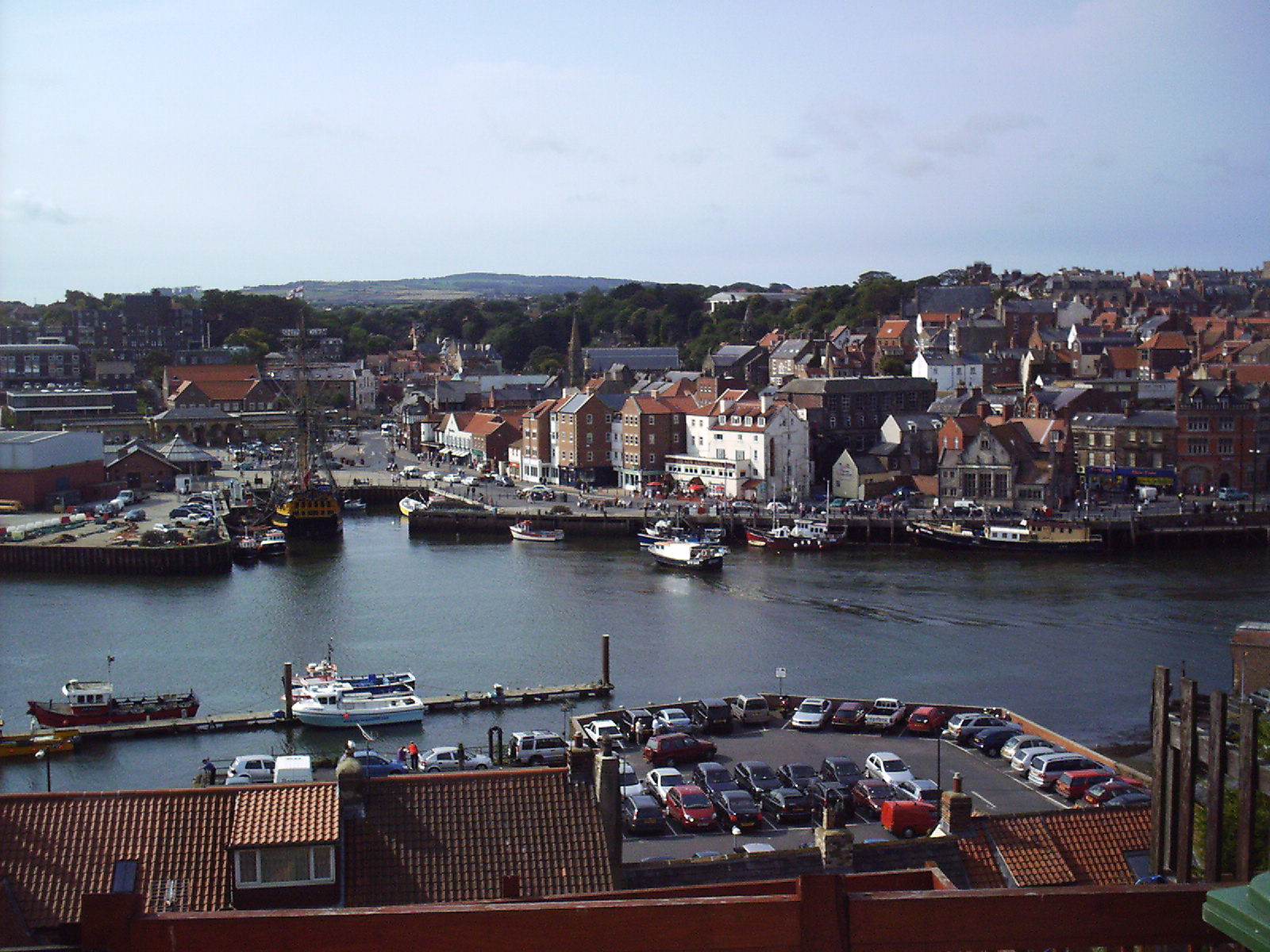
La scogliera ovest
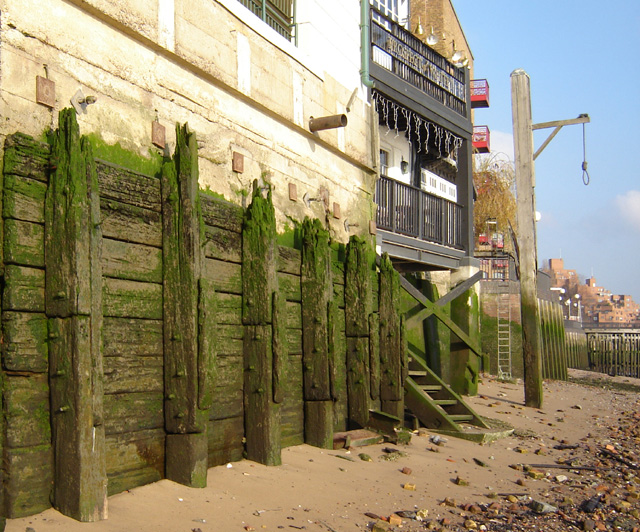
Bassa marea
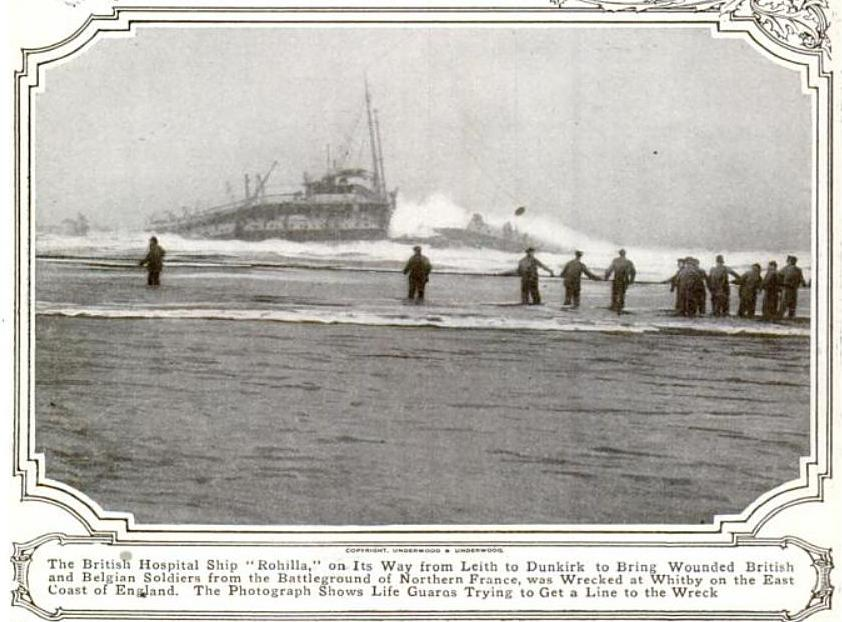
Il disastro del Rohilla

## Amministrazione

### Gemellaggi
Whitby è gemellata con numerose città del mondo, che da essa presero il nome accogliendo emigranti del Vecchio Continente o che furono visitate dal capitano Cook su navi costruite a Whitby:
- Anchorage, dal 1978
- Contea di Kauai, dal 1987
- Porirua, dal 2002
- Stanley
- Cooktown
- East Fremantle
- West Wyalong
- Whitby
- Whitianga
- Nuku'alofa